# Dom międzypokoleniowy
Dom międzypokoleniowy – stacjonarna forma działania (zamieszkania) mającego na celu integrację międzypokoleniową i umożliwiająca owocne relacje między przedstawicielami różnych pokoleń.

## Geneza i historia
W Anglii, w latach 50. XX wieku tworzono tzw. Granny Houses. Były to samodzielne mieszkania dla dziadków, połączone z mieszkaniem dla dzieci. W latach 60. XX wieku proponowano natomiast duże zgrupowania mieszkań samodzielnych dla seniorów z rozbudowanym programem funkcjonalnym (Niemcy, Holandia).

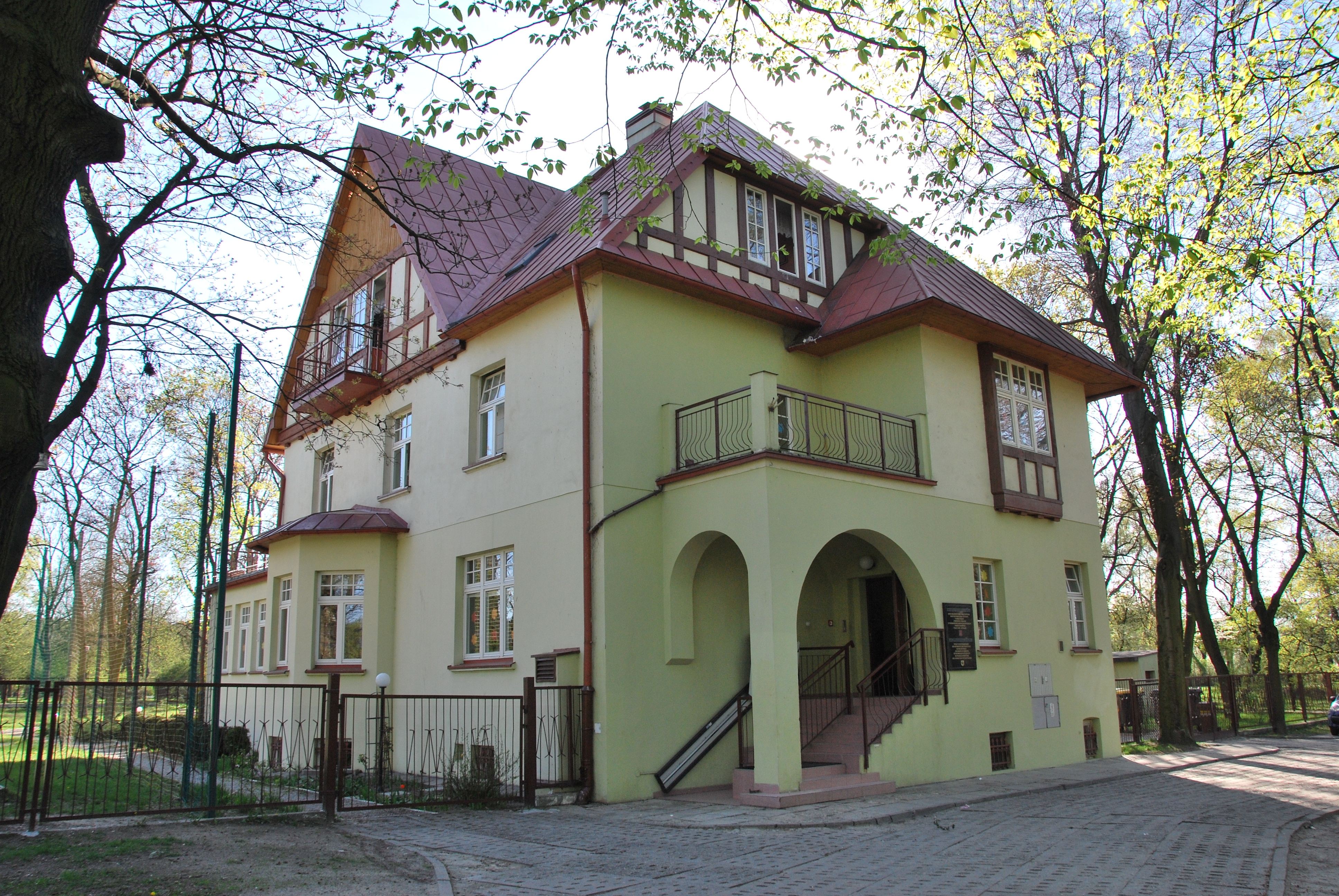
Dom Pamięci i Przyszłości w Łodzi

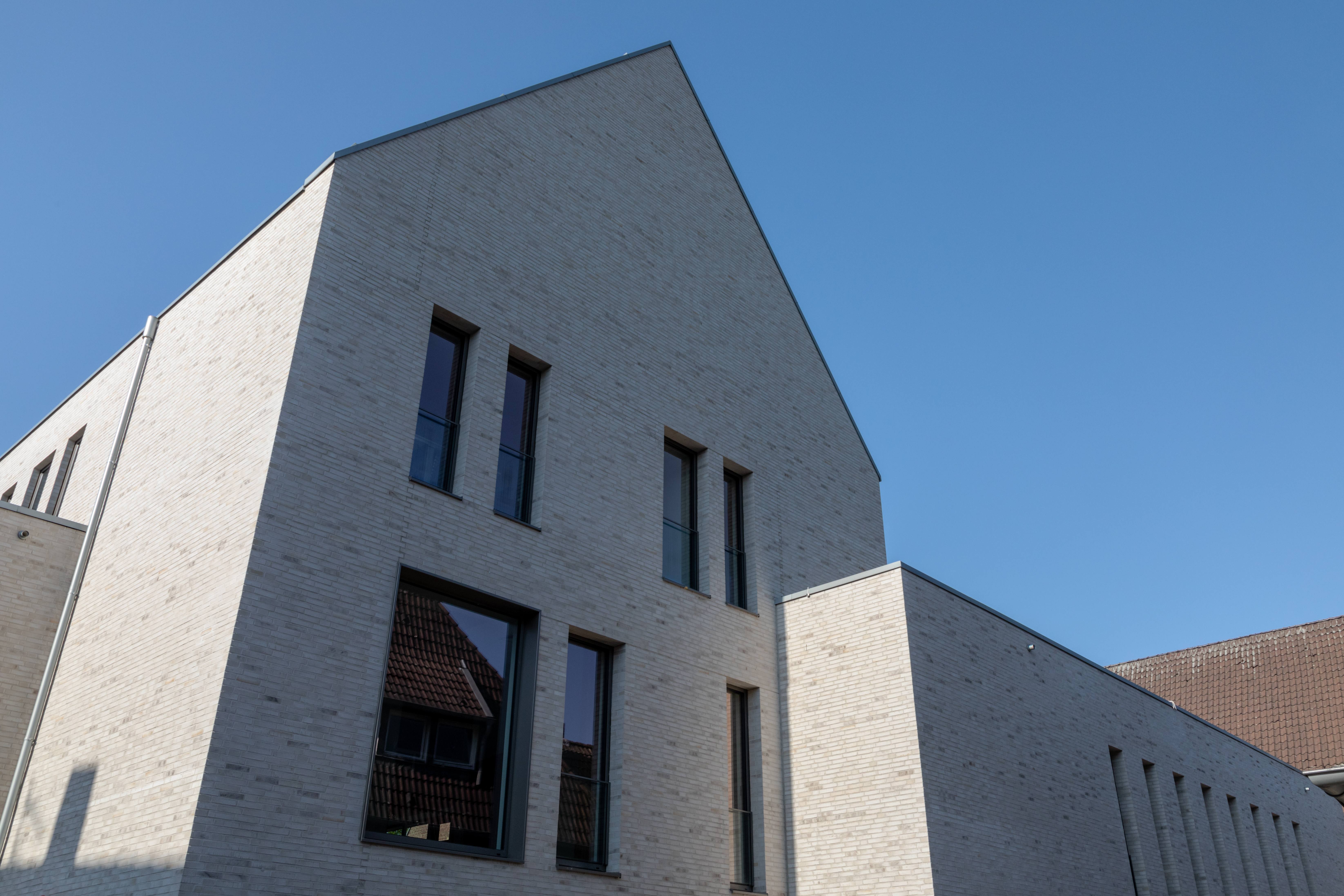
Centrum międzygeneracyjne w Dülmen (Niemcy)

W 2004 w Niemczech, z inicjatywy minister ds. Rodzin, Seniorów, Kobiet i Młodzieży – Ursuli von der Leyen, opracowano rządowy program dotyczący budowy domów międzypokoleniowych (niem. Mehrgenerationenhäuser). W tym kraju pojęcie to zostało wprowadzone po raz pierwszy, kiedy to placówka taka powstała w ramach programu rządowego Dolnej Saksonii. Pierwszy etap budowy domów w Niemczech miał miejsce w latach 2004–2006 (około 200 domów), a drugi od 2007 (około 250 domów). Według definicji z tego czasu miało to być wspólne miejsce pobytu i/lub zamieszkania trzech lub więcej generacji mieszkających w tym samym domu/społeczności, których członkami może być najbliższa rodzina lub grupa osób, które nie mają ze sobą pokrewieństwa. W tym kontekście dom międzypokoleniowy opierał się na idei rodziny rozszerzonej, niekoniecznie związanej więzami pokrewieństwa, zapewniającej ludziom w różnym wieku pomoc, samopomoc, możliwość dzielenia się doświadczeniami i różne usługi. Inicjatywy francuskie w kierunku przeciwdziałania segregacji pokoleń polegały natomiast na tworzeniu klubów międzypokoleniowych, gdzie seniorzy m.in. opiekowali się dziećmi, młodsi zaś pomagali starszym w prowadzeniu gospodarstw domowych albo powoływaniu ognisk międzypokoleniowych złożonych z mieszkań, przestrzeni wspólnych i pomieszczeń dla osób z niepełnosprawnościami. Ogniska takie organizowały różnorodne wspólne działania, takie jak wycieczki, spotkania, kursy, wakacje, czy działania na rzecz społeczności lokalnych. Również w Polsce, w ramach inicjatyw samorządowych, powstawały centra integracji międzypokoleniowej lub pracownie międzypokoleniowe (np. Dom Pamięci i Przyszłości prowadzony przez Stowarzyszenie Polaków Poszkodowanych przez III Rzeszę w Łodzi).
Domy międzypokoleniowe są odpowiedzią na zmieniający się od drugiej połowy XX wieku model rodziny, w którym dzieci wcześnie opuszczają rodziców, zostających samotnie na dużych powierzchniach mieszkaniowych, częstokroć z niskimi dochodami. Wyzwania takie rzutują na kontakty międzypokoleniowe oraz solidarność wewnątrzrodzinną, zwłaszcza na relacje opiekuńcze (zmniejsza się prawdopodobieństwo posiadania opiekuna rodzinnego).

## Modele
Istnieje kilka modeli domów międzypokoleniowych, z których wyróżnić można domy wspólnego zamieszkania (mieszkania indywidualne, przestrzenie wspólne, pokoje dzienne i hobbystyczne), domy pomocy i opieki (zapewniające usługi opiekuńcze dla pensjonariuszy, w tym na zasadzie samopomocy) oraz domy spotkań (miejsca spotkań międzypokoleniowych, wymiany wiedzy i doświadczeń, wzajemnego wsparcia i nauki).

## Misja i cele
Misją domów międzypokoleniowych jest kształtowanie przestrzeni ułatwiającej zawiązywanie i kultywowanie relacji między osobami reprezentującymi różne generacje. Domy mają również sprzyjać solidarności oraz wymianie doświadczeń i umiejętności pomiędzy pokoleniami (edukacja przez całe życie). Celem działania domów jest przygotowanie efektywnej oferty różnych form edukacyjnych adresowanych do dzieci, młodzieży, dorosłych i seniorów. Do zadań domów należy promowanie idei integracji międzypokoleniowej, uczenia się przez całe życie (m.in. geragogika), popularyzowanie zdrowego trybu życia, inicjowanie działań międzygeneracyjnych, a także współpraca ze społecznościami lokalnymi i instytucjami.